# Tomsk
Tomsk (russisch Томск) ist eine Großstadt in der Oblast Tomsk im Westteil Sibiriens und im Mittelteil Russlands. Sie hat 524.669 Einwohner (Stand 14. Oktober 2010), davon etwa 100.000 Studenten und (Stand 2006) etwa 13.000 Russlanddeutsche. Die Stadt liegt am rechten Ufer des Flusses Tom 60 km vor dessen Einmündung in den Ob, knapp 2900 km Luftlinie östlich von Moskau.

## Stadtbezirke (Einwohner 2009)
- Kirowski Rajon – 128.517 Einwohner
- Leninski Rajon – 113.616 Einwohner
- Oktjabrski Rajon – 153.098 Einwohner
- Sowjetski Rajon – 106.553 Einwohner

## Klima
Die Stadt hat ein kontinentales Klima mit einer Temperatur von −1,3 °C im Jahresdurchschnitt. Im Winter sind Werte von −21 °C bis −19 °C (Mittelwerte im Januar) üblich, im Sommer +17 °C bis +18 °C (Durchschnitt im Juli). Die niedrigste gemessene Temperatur in Tomsk betrug −55 °C und wurde im Januar 1969 gemessen.
|                       | Jan   | Feb   | Mär   | Apr  | Mai  | Jun  | Jul  | Aug  | Sep  | Okt  | Nov   | Dez   |   |      |
| Mittl. Tagesmax. (°C) | −13,3 | −11,3 | −2,3  | 6,5  | 15,8 | 22,3 | 24,9 | 21,3 | 15,1 | 4,6  | −4,9  | −11,2 | ⌀ | 5,7  |
| Mittl. Tagesmin. (°C) | −22,0 | −21,6 | −13,3 | −4,0 | 3,5  | 10,1 | 13,3 | 10,4 | 4,9  | −2,5 | −12,5 | −19,7 | ⌀ | −4,4 |
|                       |       |       |       |      |      |      |      |      |      |      |       |       |   |      |
| Niederschlag (mm)     | 32    | 21    | 22    | 27   | 46   | 60   | 73   | 71   | 43   | 51   | 52    | 41    | Σ | 539  |
|                       |       |       |       |      |      |      |      |      |      |      |       |       |   |      |
| Regentage (d)         | 10    | 7     | 7     | 7    | 9    | 9    | 10   | 10   | 9    | 12   | 13    | 11    | Σ | 114  |

| −22,0 |

| −21,6 |

| −13,3 |

| −4,0 |

| 3,5 |

| 10,1 |

| 13,3 |

| 10,4 |

| 4,9 |

| −2,5 |

| −12,5 |

| −19,7 |

| −22,0 |

| −21,6 |

| −13,3 |

| −4,0 |

| 3,5 |

| 10,1 |

| 13,3 |

| 10,4 |

| 4,9 |

| −2,5 |

| −12,5 |

| −19,7 |

## Geschichte

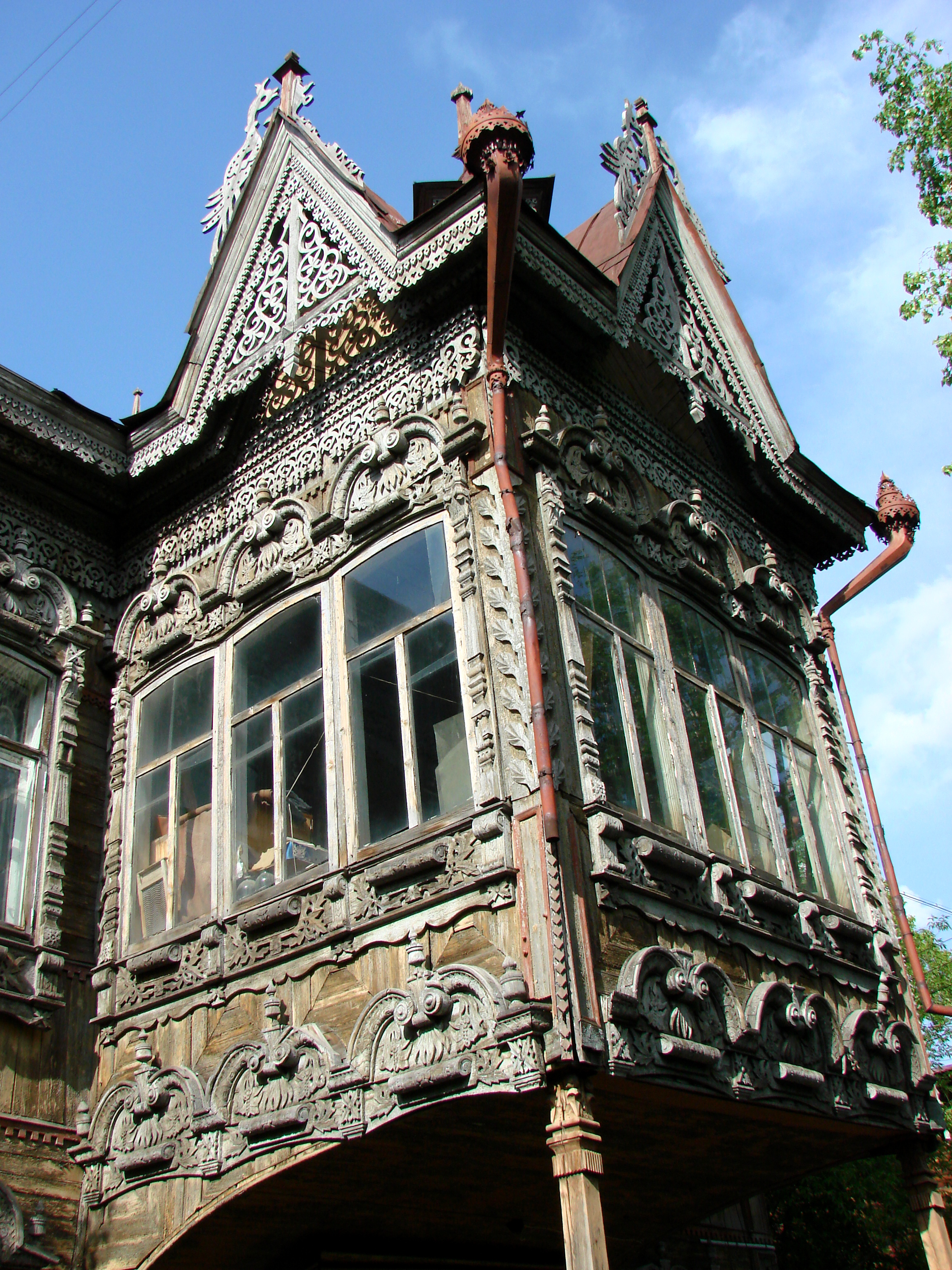
Holzarchitektur in Tomsk

Tomsk wurde im Jahr 1604 auf Befehl des Zaren Boris Godunow (1552–1605) auf einer Anhöhe am Ufer des Flusses Tom als Kosakenfestung (Ostrog) gegründet. Der 27. Septemberjul. / 7. Oktober 1604greg. gilt als Tag der Fertigstellung der Festung. Im Verlauf des 17. Jahrhunderts war der Militärstützpunkt mehrfach Angriffen der Kirgisen ausgesetzt (1614, 1617, 1657 und 1698). Nach 1700 verlor Tomsk seine militärische Bedeutung.
Dagegen nahm die wirtschaftliche Bedeutung von Tomsk als Handelszentrum zu, vor allem durch den Bau des sibirischen Trakts, eine Heer- und Handelsstraße durch Sibirien, die durch Tomsk führte.
Im Jahr 1804 wurde Tomsk die Hauptstadt des Gouvernements Tomsk, eines riesigen Verwaltungsgebiets, welches halb Westsibirien umfasste. Das Wachstum der Stadt erhielt um 1840 durch die Goldgewinnung in der Region, die viele Menschen anzog, weiteren Auftrieb.
Tomsk wurde zum Bildungszentrum Sibiriens, dem sogenannten „Sibirischen Athen“. 1880 wurde hier die erste sibirische Universität gegründet und 1896 eröffnete das erste Technische Institut Sibiriens.
Durch den Bau der Transsibirischen Eisenbahn verlor Tomsk allmählich an Bedeutung, da man sich bei der Errichtung der 1898 fertiggestellten Brücke über den Fluss Ob für einen Ort etwa 250 Kilometer weiter südlich entschied. Aus diesem damals unbedeutenden Ort entwickelte sich in der Folgezeit die Millionenstadt Nowosibirsk. Die Stadt Tomsk wurde nur durch eine Stichstrecke an die Transsibirische Eisenbahn angeschlossen. Der Bedeutungsverlust zeigte sich auch bei der Umstrukturierung der Verwaltung. So wurde das Gouvernement Tomsk nach der Oktoberrevolution von 1917 ein Teil der Region Sibirien und Tomsk später zunächst eine Stadt innerhalb der Oblast Nowosibirsk.
Im Zweiten Weltkrieg wurden etwa 30 Betriebe aus dem europäischen Teil Russlands nach Tomsk verlegt, um die Produktion aufrechtzuerhalten. Hier drückt sich die wiedergewonnene Bedeutung ebenfalls durch eine Verwaltungsreform aus, da im Jahre 1944 die Oblast Tomsk gegründet wurde.
Während des Kalten Kriegs war Tomsk, wie viele andere Städte auch, eine geschlossene Stadt, so dass vor allem Ausländern der Zutritt in der Regel nicht gestattet war. 1949 wurde mit Tomsk-7 (anfangs auch unter dem Decknamen Postfach 5) nur wenige Kilometer nördlich sogar eine geheime Stadt gegründet, um dort die kerntechnische Anlage Tomsk zu bauen. Aus Tomsk-7 wurde später die Stadt Sewersk.
1970 wurde Tomsk zur historischen Stadt ernannt. In der Zeit der Perestroika wurde sie schließlich wieder geöffnet. 2004 wollte die Stadt ihr 400-jähriges Bestehen feiern. Diese Feierlichkeiten wurden aber von der Geiselnahme von Beslan überschattet und abgesagt.
Am 26. und 27. April 2006 war Tomsk Tagungsort der 8. deutsch-russischen Regierungskonsultationen, an denen auch die deutsche Kanzlerin Angela Merkel und der russische Präsident Wladimir Putin teilnahmen.
Der Botanische Garten von Tomsk ist einer der ältesten Sibiriens.

### Bevölkerungsentwicklung
| Jahr | Einwohner |
| ---- | --------- |
| 1699 | 002.000   |
| 1801 | 007.125   |
| 1866 | 022.753   |
| 1897 | 052.210   |
| 1911 | 111.417   |
| 1926 | 092.485   |
| 1939 | 145.060   |
| 1959 | 248.823   |
| 1970 | 338.389   |
| 1979 | 420.730   |
| 1989 | 501.963   |
| 2002 | 487.838   |
| 2010 | 524.669   |

Anmerkung: Die Daten von 1897 und ab 1926 sind Volkszählungsdaten

## Verkehr

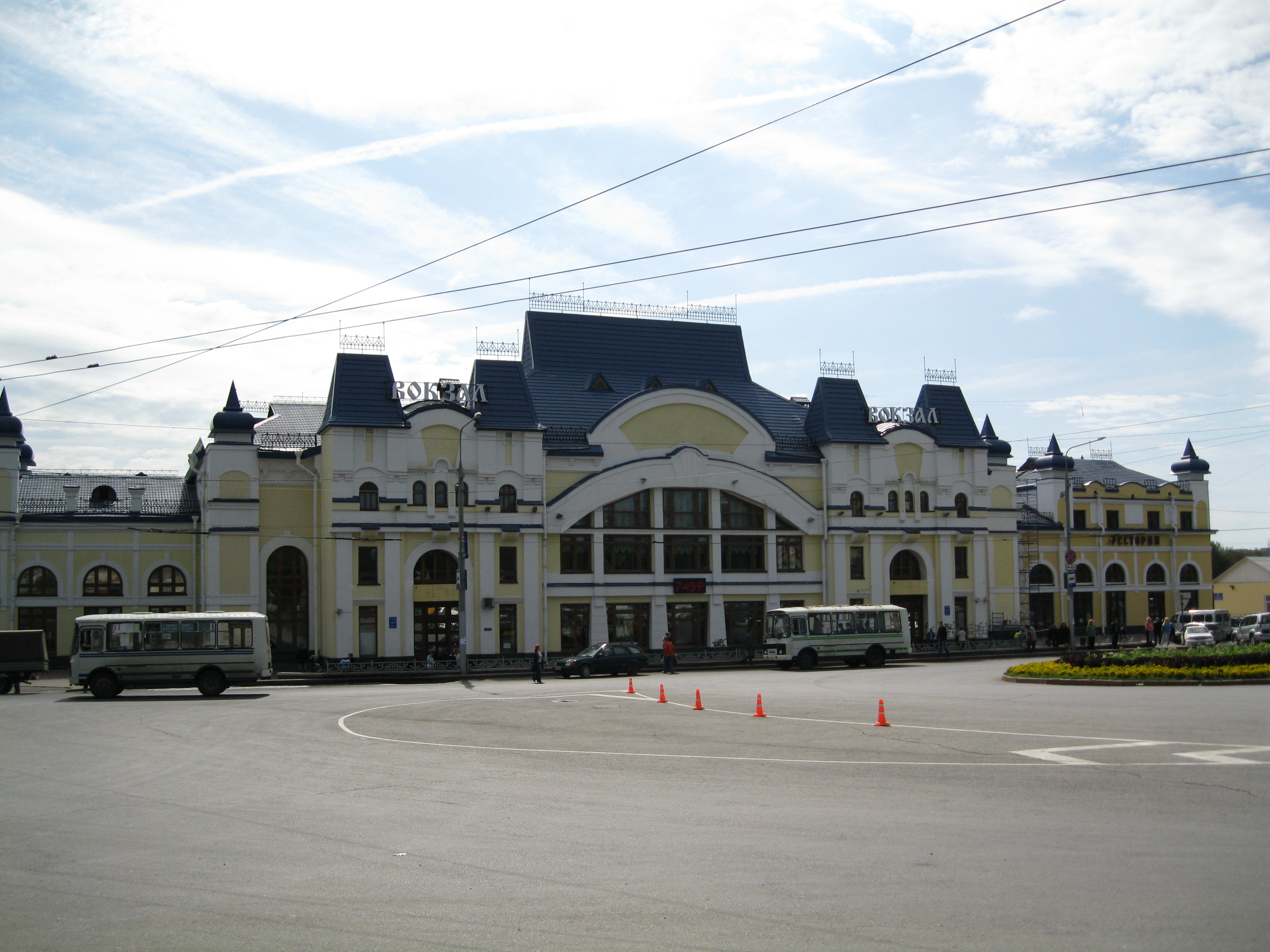
Bahnhof von Tomsk

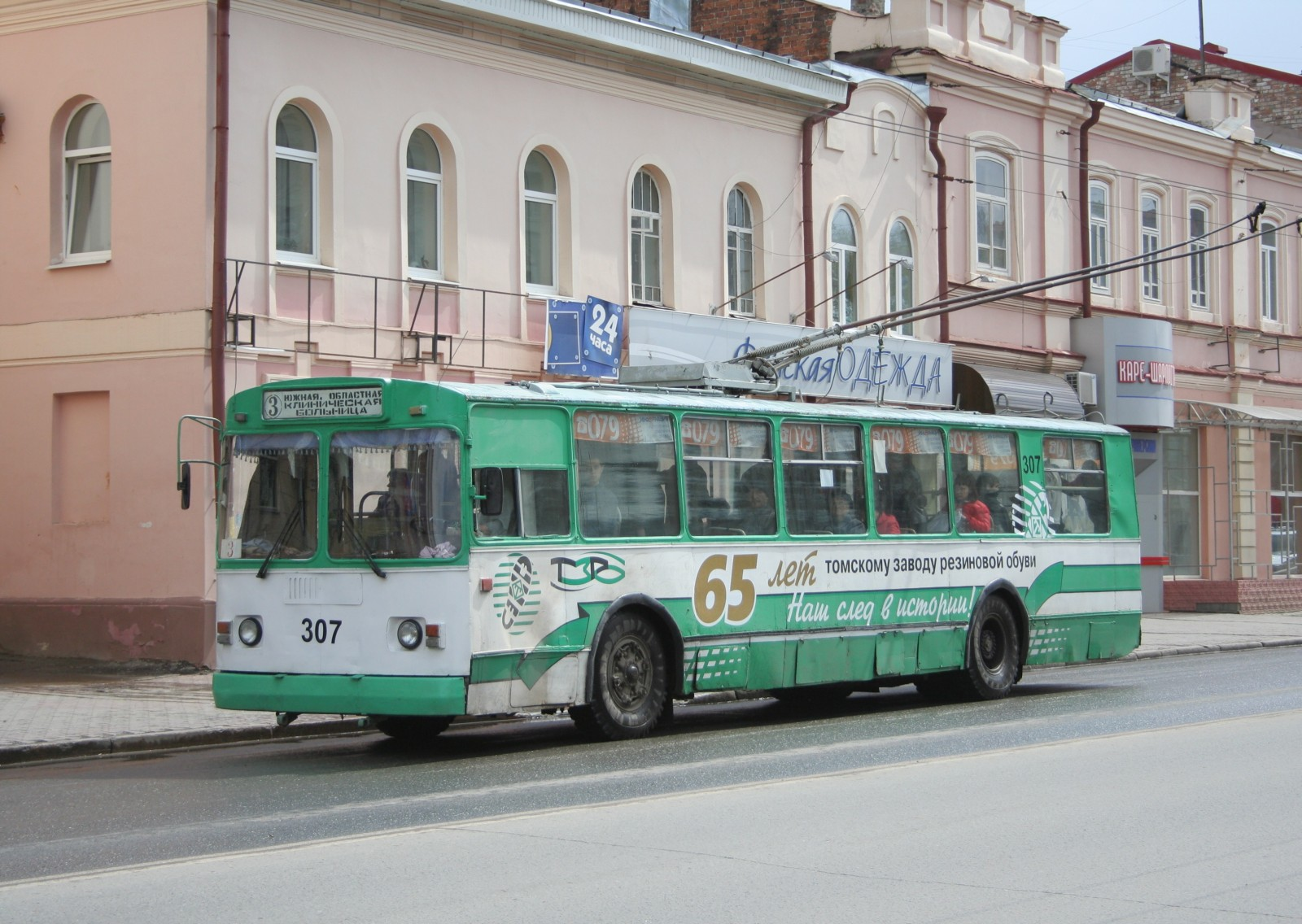
Oberleitungsbusse in Tomsk

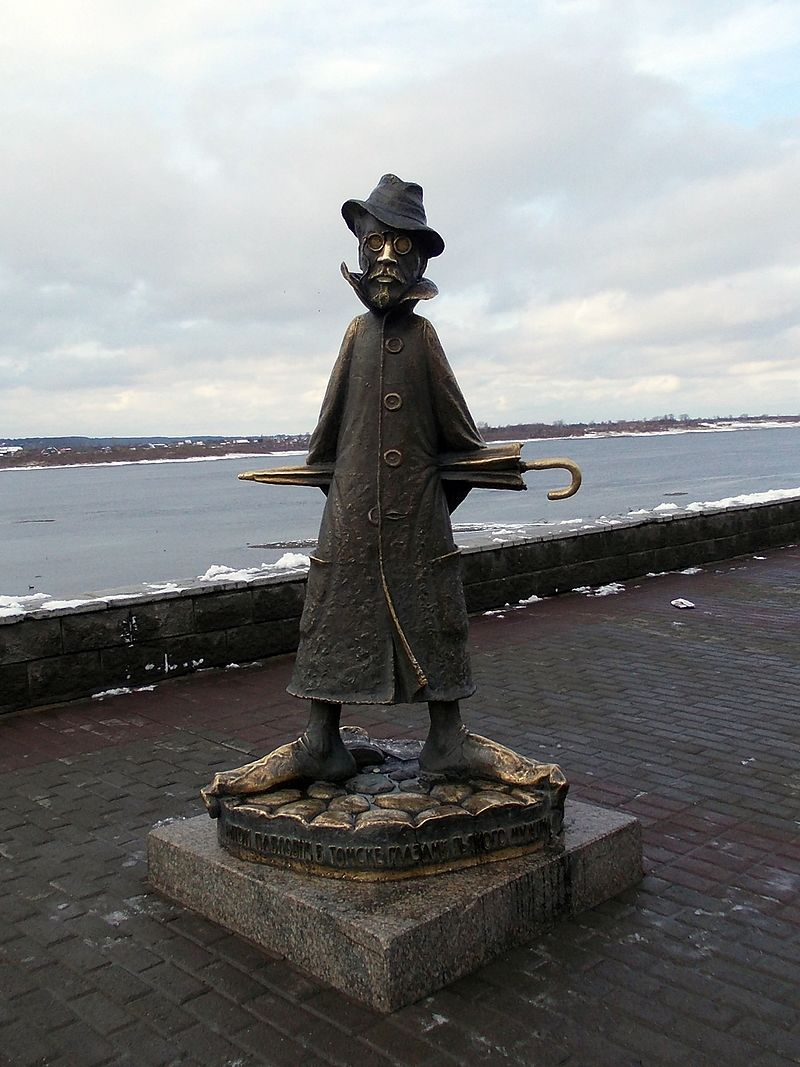
Statue des Schriftstellers Anton Tschechow, der 1890 Tomsk besuchte und in seinem Reisebericht In Sibirien porträtierte

Tomsk verfügt über einen (Haupt-)Bahnhof und ist so an die Eisenbahnstrecke Taiga–Bely Jar angeschlossen. Im Stadtgebiet gibt es weitere Haltepunkte der Vorort- und Regionalzüge. In Taiga besteht Anschluss an die transsibirische Eisenbahn.
Im Jahre 1967 eröffnete der Tomsker Flughafen Bogaschowo, der von mehreren Fluggesellschaften bedient wird. Bogaschowo war Heimatflughafen der im Jahre 2015 aufgelösten Fluggesellschaft Tomsk Avia.
Die russische Staatsstraße („Automagistrale der Russischen Föderation“) M53 „Baikal“ von Nowosibirsk nach Irkutsk verläuft in der Nähe von Tomsk.
Der Verkehr innerhalb der Stadt erfolgt durch Oberleitungsbusse (Trolleybusse) und normale Busse sowie wenige Straßenbahnlinien (5 Linien), vor allem aber durch Mikrobusse, also kleinere Busse, die ebenfalls einem bestimmten Linienweg folgen und etwas teurer sind als die Trolleybusse. Diese Busse halten auf Wunsch von Fahrgästen, die aussteigen oder auf Handzeichen von Menschen, die einsteigen wollen, zumeist an festen Haltestellen.

## Wirtschaft
Heute ist Tomsk ein Wissenschafts- und Kulturzentrum Sibiriens. Aufgrund der großen Ölvorkommen im Gebiet haben sich in Tomsk viele ölfördernde und ölverarbeitende Unternehmen angesiedelt. Bedeutung für die Stadt hat außerdem die IT-Industrie, speziell der Bereich der Softwareentwicklung.

## Weiterführende Bildungseinrichtungen

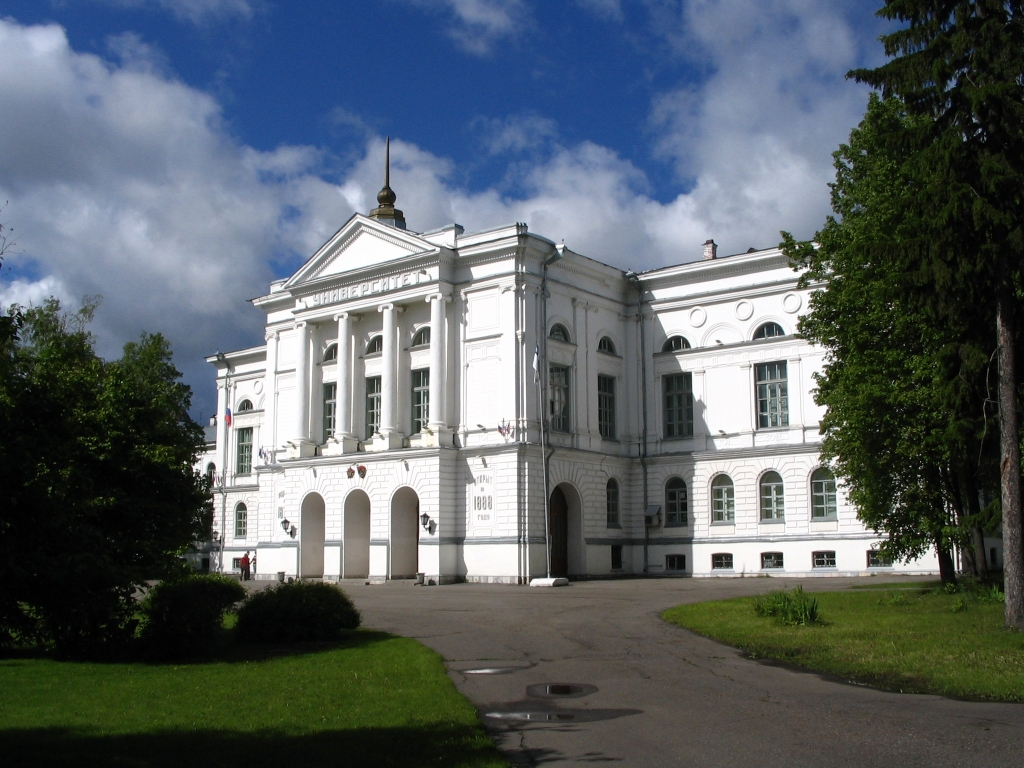
Hauptgebäude der Staatlichen Universität

Mit zwei großen Hochschulen mit jeweils über 25.000 Studenten und zahlreichen kleineren Hochschulen oder Zweigstellen von diesen hat die Stadt Tomsk im Bildungsbereich eine besondere Bedeutung innerhalb Russlands.

### Große Hochschulen
- Die Staatliche Universität Tomsk ist eine der ältesten Universitäten Russlands und die älteste Sibiriens.
- Die Polytechnische Universität Tomsk hat eine ähnliche Bedeutung wie die staatliche Universität und ist die älteste technische Hochschule Sibiriens.

### Weitere Hochschulen
- Filiale der Staatlichen Öffentlichen Pädagogischen Universität Moskau
- Filiale der Staatlichen Akademie für Wasserstraßenverkehr Nowosibirsk
- Filiale der Öffentlichen Regionaluniversität
- Roter-Stern-Orden-Kommandomilitärhochschule für Nachrichtentechnik
- Sibirische Staatliche Medizinische Universität
- Filiale Tomsk der Staatlichen Agraruniversität Nowosibirsk
- Höheres Ökonomisch-Juristisches Kolleg Tomsk
- Militärisches Medizininstitut Tomsk
- Ökonomisch-Juristisches Institut Tomsk
- Staatliche Pädagogische Universität Tomsk
- Staatliche Universität für Architektur und Bauwesen Tomsk
- Staatliche Universität für Steuerungssysteme und Nachrichtenelektronik Tomsk (früher Staatliche Akademie)

## Sport

### Fußball
Im Fußball war die Stadt bis 2022 durch den 1957 gegründeten Verein FK Tom Tomsk meist im zweitklassigen Perwenstwo FNL vertreten. Der Club gehörte jedoch mehrere Spielzeiten der Premjer-Liga an, der höchsten Spielklasse im russischen Fußball. Seine Heimspielstätte war das Trud-Stadion, das bereits 1929 eröffnet wurde und 15.000 Zuschauern Plätze bietet.
Als Tom Tomsk gegen Ende der Perwenstwo FNL Saison 2021/22 in eine existenzbedrohende finanzielle Krise geriet und keine Lizenz für die Saison 2022/23 erhielt, löste sich der Verein im Jahr 2022 auf.

### Billard
Im Jahr 2015 war Tomsk Austragungsort der 17. Weltmeisterschaft in den Freien Pyramide, einer Disziplin des Russischen Billards.

## Söhne und Töchter der Stadt
- Iwan Petlin (16. Jahrhundert–17. Jahrhundert), Forschungsreisender und Diplomat
- Danila Anzyferow (17. Jahrhundert–1712), Forschungsreisender
- Jakow Jurowski (1878–1938), Tschekist und Parteifunktionär, leitete die Ermordung der Zarenfamilie
- Nikolai Baranski (1881–1963), Ökonom und Geograf
- Maria Kurenko (1890–1980), Opernsängerin (Sopran)
- Michail Tscheremnych (1890–1962), Graphiker und Karikaturist
- Anatoli Pepeljajew (1891–1938), Feldherr und Weißgardist
- Marija Bolschanina (1898–1984), Physikerin, Materialwissenschaftlerin und Hochschullehrerin
- Jelisaweta Kaminskaja-Dulskaja (1899–1995), Geologin und Hochschullehrerin
- Artur von Behr (1904–1974), deutsch-baltischer Verleger und politischer Aktivist
- Alexei Tschernow (1908–1979), Theater- und Film-Schauspieler
- Tatiana Proskouriakoff (1909–1985), Archäologin und Illustratorin
- Michail Possochin (1910–1989), Architekt und Stadtplaner
- Nadežda Peedi-Hoffmann (1911–1938), estnische Schönheitskönigin und Filmschauspielerin
- Jekaterina Sawadowskaja (1913–2004), Physikerin und Hochschullehrerin
- Antonina Poloschi (1917–2003), Botanikerin und Hochschullehrerin
- Iwan Poschidajew (1918–2013), Leichtathlet[5]
- Voldemar Panso (1920–1977), sowjetisch-estnischer Schauspieler, Drehbuchautor und Pädagoge
- Władysław Skonecki (1920–1983), polnischer Tennisspieler
- Leonid Afanassjew (1921–1995), Komponist
- Karl Vaino (1923–2022), sowjetisch-estnischer Politiker
- Olga Tschepurowa (1925–1959), Fernsehmoderatorin sowie Theater- und Filmschauspielerin
- Andrei Anikin (1927–2001), Ökonom und Schriftsteller
- Wladimir Boldyrew (* 1927), Chemiker
- Edisson Denissow (1929–1996), Komponist
- Wiktor Toponogow (1930–2004), Mathematiker
- Nikolai Rukawischnikow (1932–2002), Physiker und Kosmonaut
- Ljudmila Pletnjowa (* 1936), Prähistorikerin und Hochschullehrerin
- Boris Rumiancev (1936–2017), litauisch-russischer Schachspieler
- Alexander Morosow (1939–2003), Leichtathlet
- Lew Ponomarjow (* 1941), Politiker und Menschenrechtsaktivist
- Anatoli Saizew (* 1947), Nordischer Kombinierer[6]
- Oleg Swerew (* 1949), Dirigent
- Alexei Rudoi (1952–2018), Geograph und Professor für Geologie und Geomorphologie an der Staatlichen Universität Tomsk
- Wladislaw Hedeler (* 1953), deutscher Historiker, Übersetzer und Publizist
- Jelisaweta Kotorowa (* 1954), Sprachwissenschaftlerin, Germanistin
- Zvi Heifetz (* 1956), israelischer Rechtsanwalt, Unternehmer und Botschafter Israels in Österreich
- Inna Rose (* 1958), sowjetisch-estnische Sportschützin
- Jelena Boldyrewa (* 1961), Festkörperchemikerin und Hochschullehrerin
- Wadim Mesjaz (* 1964), Physiker, Dichter, Schriftsteller und Publizist
- Nikolai Borschtschewski (* 1965), Eishockeyspieler und -trainer, Olympiasieger 1992
- Dmitry Feichtner-Kozlov (* 1972), deutsch-russischer Mathematiker und Hochschullehrer
- Maryna Pestrjakowa (* 1972), russisch-ukrainische Skilangläuferin
- Andrei Subbotin (* 1973), Eishockeyspieler
- Jewgeni Sennikow (* 1974), Freestyle-Skier
- Alexei Klimow (* 1975), Sportschütze[7]
- Andrei Andrejew (* 1976), Politiker
- Dmitri Subbotin (* 1977), Eishockeyspieler
- Denis Dolgodworow (* 1982), Freestyle-Skier[8]
- Wladimir Tjumenzew (* 1982), Freestyle-Skier[9][10]
- Andrei Burkowski (* 1983), Schauspieler und Fernsehmoderator
- Artjom Walintejew (* 1983), Freestyle-Skier[11]
- Alexander Kaun (* 1985), Basketballspieler
- Wladislawa Burejewa (* 1989), Skirennläuferin
- Alexandra Schiller (* 1989), deutsche Schauspielerin und Komikerin
- Leonhard Dering (* 1991), deutsch-russischer Pianist
- Anna Mirtowa (* 1992), Freestyle-Skierin[12]
- Jewgeni Tschernow (* 1992), Fußballspieler
- Danil Glebow (* 1999), Fußballspieler
- Wladimir Sidorenko (* 2002), Tischtennisspieler

## Partnerstädte
Tomsk listet folgende Partnerstädte auf:
- Monroe, Vereinigte Staaten, seit 1995
- Tiflis, Georgien, seit 2002
- Ulsan, Südkorea, seit 2003
- Noworossijsk, Russland, seit 2008
- Smolensk, Russland, seit 2009